# Лаппаран, Альбер де
Альбер де Лаппаран (фр. Albert de Lapparent, полное имя Albert Auguste Cochon de Lapparent; 30 декабря 1839, Бурж — 4 мая 1908, VIII округ Парижа) — французский учёный-геолог. Кавалер ордена Почётного легиона.
Член Французской академии наук (1897).

## Биография
Родился 30 декабря 1839 года в Бурже в семье Реми Кошона де Лаппаран (Rémi Cochon de Lapparent; 1804—1881), офицера инженерного корпуса.
С 1858 по 1860 год обучался в Политехнической школе Парижа. С 1960 года изучал геологию в Горной школе Парижа. По её окончании стал инженером Корпуса шахт и принял участие в составлении геологической карты Франции. В 1862 и 1863 годах участвовал в двух командировках в Германию.
В 1875 году Лаппаран был назначен профессором геологии и минералогии в Парижском католическом институте. В 1879 году он подготовил важный труд для Геологической службы Франции на тему по геологии французского региона Pays de Bray.
В 1880 году Альбер де Лаппаран занимал пост президента Французского общества геологии. В 1881—1883 годах он опубликовал известный учебник по стратиграфии «Traité de géologie».
Вместе с французским геологом и минералогом Ашилем Делессом (Achille Ernest Oscar Joseph Delesse) он много лет был редактором журнала Revue de géologie и участвовал в работе над работой «Extraits de géologie». Вместе с учёным Альфредом Потье участвовал в геологических исследованиях, проводимых в связи с проектом туннеля под Ла-Маншем.
Умер 5 мая 1908 года.
Его дети: Жак де Лаппаран — учёный, профессор минералогии и петрографии; Поль де Лаппаран — художник, историк французского искусства.